# Spanska köket

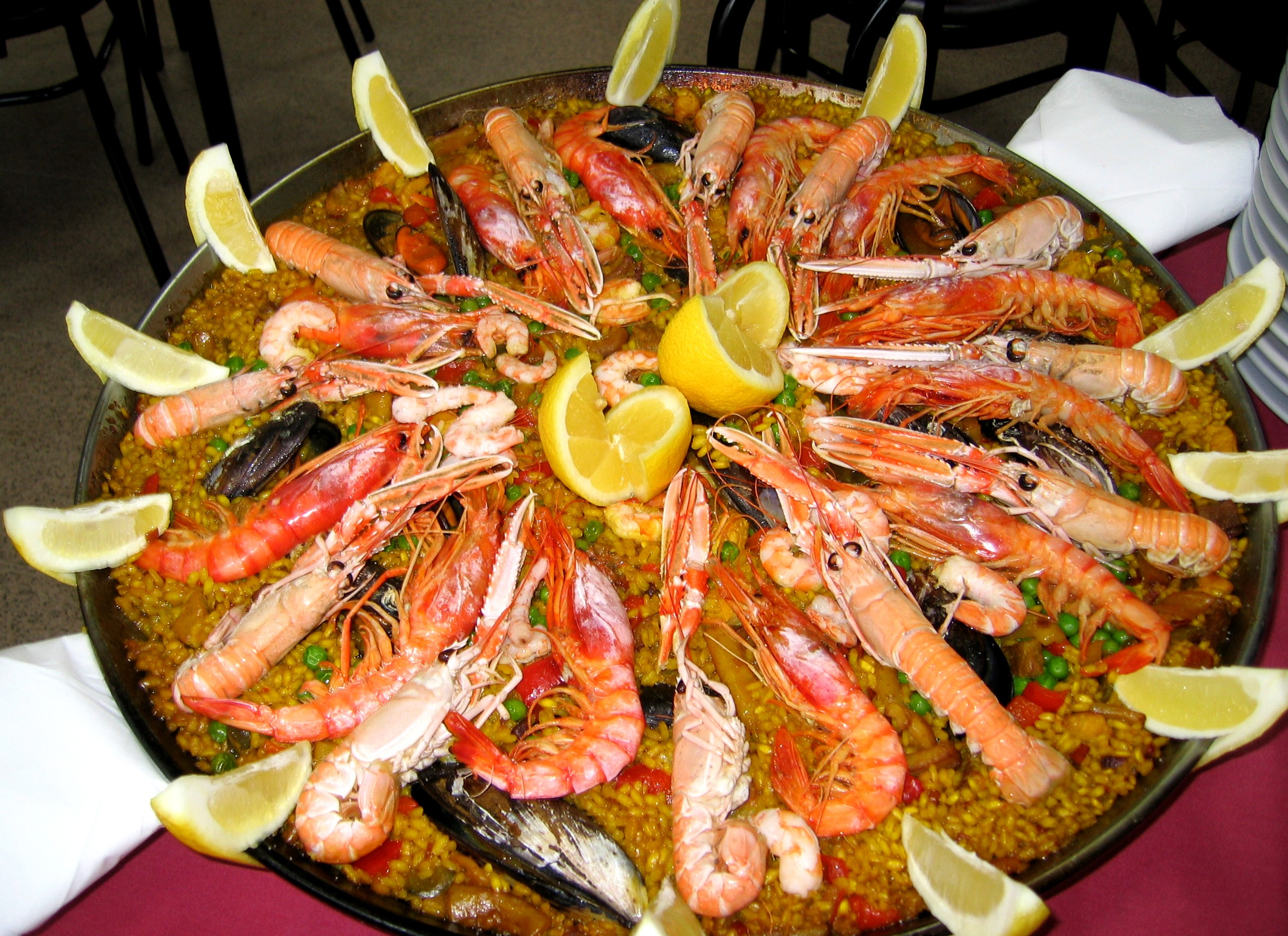
Paella är en vanlig rätt i Spanien. Här med diverse olika skaldjur.

Det spanska köket är ett medelhavskök, och omfattar rätter och traditioner runt mat och dryck i Spanien. En ganska stor del i det spanska köket, särskilt i kusttrakter, är fisk och skaldjur. Lök, vitlök, paprika och färska örter används flitigt. Några karaktäristiskt spanska rätter är paella, tortilla, och olika typer av tapas, smårätter.
Då Iberiska halvön många gånger har invaderats av inkräktare är matkulturen präglad av många olika folkslag. Fenicier, kelter, greker, romare, västgoter och morer har lämnat sina spår. Fenicierna planterade de första vingårdarna. Grekerna tog med sig oliver och olivolja samt vete och honung. Kelterna födde upp grisar, därav den långa tradition med korvar och skinkor. Romarna startade ännu fler vinplanteringar och planterade olivträd och vete. De arabiska morerna och berberna odlade ris i Valencia, sockerrör i Levante och mandlar, citrusfrukter, auberginer, spenat och kronärtskockor i Algarve och Andalusien. De introducerade även många kryddor som svartpeppar, muskot och kummin och bidrog till utvecklingen av sötsaker. Eftersom morerna styrde Spanien i över 700 år är det just de som har haft allra mest inflytande på den spanska matkulturerna. Apelsinerna kommer ursprungligen från Kina och kom till Spanien via portugiserna.
Den spanska “Medelhavsdieten” har blivit mycket omtalad även utanför landet och många läkare och näringsfysiologer anser det som en av de mest hälsosamma matkulturerna. Det är en av orsakerna till den höga medellivslängden i Spanien. Dieten är uppbyggd kring grönsaker, frukt, grovt bröd, fisk och skaldjur, olivolja, vitlök, mineralvatten och rödvin.

## Historia
Det iberiska vetet var en viktig matvara och klassades som det bästa i hela det romerska kejsardömet. Det blev på så sätt även en av de viktigaste varorna för handel med utlandet. Romarnas tidiga godkännande av vete ledde till att vetet spriddes från Spanien till Grekland och Egypten.
Det fanns två stora typer av dieter på halvön. En grundades i den nordvästra delen av halvön och innehöll mer animaliska fetter då det var vanligt med jordbruk i norr. Den andra kan ses som en föregångare till medelhavsdieten och grundades i söder på halvön.
Mat funnen i arkeologiska utgrävning inkluderar bland annat ärtväxter, lök och vitlök. Oliven togs till halvön av fenicierna.
Andra komponenter i spansk matlagning inkluderar tomat, potatis och cayennepeppar. Alla dessa introducerades från Amerika efter den spanska koloniseringen av Amerika.

### Romersk matlagning
Så tidigt som de romerska tiderna kan man säga att, med vissa undantag av produkter som senare importerades från Amerika, det konsumerades många moderna maträtter, dock mest av överklassen, inte medelklassen. Matlagningsreferenser från den eran diskuterar matvanor i Rom, dit rätter från hela det romerska kejsardömet togs. Till exempel är det känt att tusentals amforor med olivolja skickades till Rom från Spanien. I de keltiska områdena var förtäringen av animaliska produkter (lammkött, nöt, etcetera) mer vanligt än konsumtionen av grönsaker.
Redan under den eran var kål väl känt och mycket uppskattat. Det ansågs som en bra medicin för olika krämpor. Andra populära grönskar vid tiden var tistlar som kronärtskocka och lök.
I det romerskt styrda Spanien så var skinkan från Pomeipolis (Pamplona) väldigt hög status. Exporten av griskött blev grunden för en stark lokal ekonomi.
Det är nästan säkert att linser åts redan i det romerska Spanien, eftersom det var en bra basföda för armén och för att de är lätta att preservera och transportera. Bondbönor var kända sen antikens tider och ansågs som heliga av romarna. Under Saturnalia, en festival sent i december till Saturnus ära, så valdes bondbönan till festivalens kung. Den här seden tros idag vara källan till hur man idag gömmer ett objekt i roscón de reyes (spanska: (stor) kringla för kungar (3 vise männen)) (liknande den svenska traditionen att gömma en mandel i risgrynsgröten), fram till rätt nyligen var detta objekt alltid en bondböna.
Svampar var vanliga och populära i de nordliga delarna av landet.
De bemästrade ympningens konst. Enligt Plinius hade Tivoli ett träd som producerade en speciell frukt på alla sina grenar: nötter, äpplen, granatäpplen, körsbär och päron men han tillade att de torkade ut fort.
Studerandet och produktion av vin var redan känd av och praktiserades av Romarna, men även de antika grekerna spred vinet runt Medelhavsområdet. Detta inkluderar de viner som var mest populära i det romerska kejsardömet.
Under denna era åt överklassen ofta liggande på en soffa (en sed tagen från grekerna) och använde sin händer, för vid denna tid användes inte gaffel. Bordsduk introducerades under 000-talet. De använde två tallrikar, en platt (platina eller patella) och en djup (catinus) som de höll med vänsterhanden. Knivar var kända men behövdes inte då maten skars upp av slavar i lagom stora bitar. De använde skedar i olika storlekar beroende på vad de skulle användas till. De första skedarna var tillverkade av musselskal (därav namnet cuchara) med silverhandtag.

## Typiska rätter
Av de många rätterna som finns i det spanska köket kan vissa räknas som vanliga i hela Spanien, även då vissa rätter är relaterade till specifika platser. Några exempel är tortilla ("tortilla de patata", "tortilla española" eller helt enkelt "tortilla"), paella, olika stuvningar, migas, korvar (som embutidos, chorizo och morcilla), serranoskinka och ostar. Det finns även många bönbaserade rötter (kikärter, linser, haricots verts), soppor och bröd. De spanska efterrätterna har färre regionala variationer: brylépudding, risgrynsgröt och madeleinekakor är några exempel.

### Paella

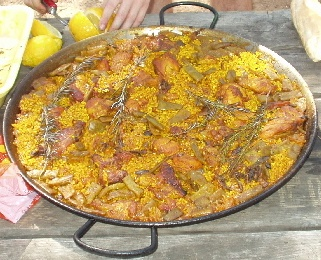
Paella Valenciana

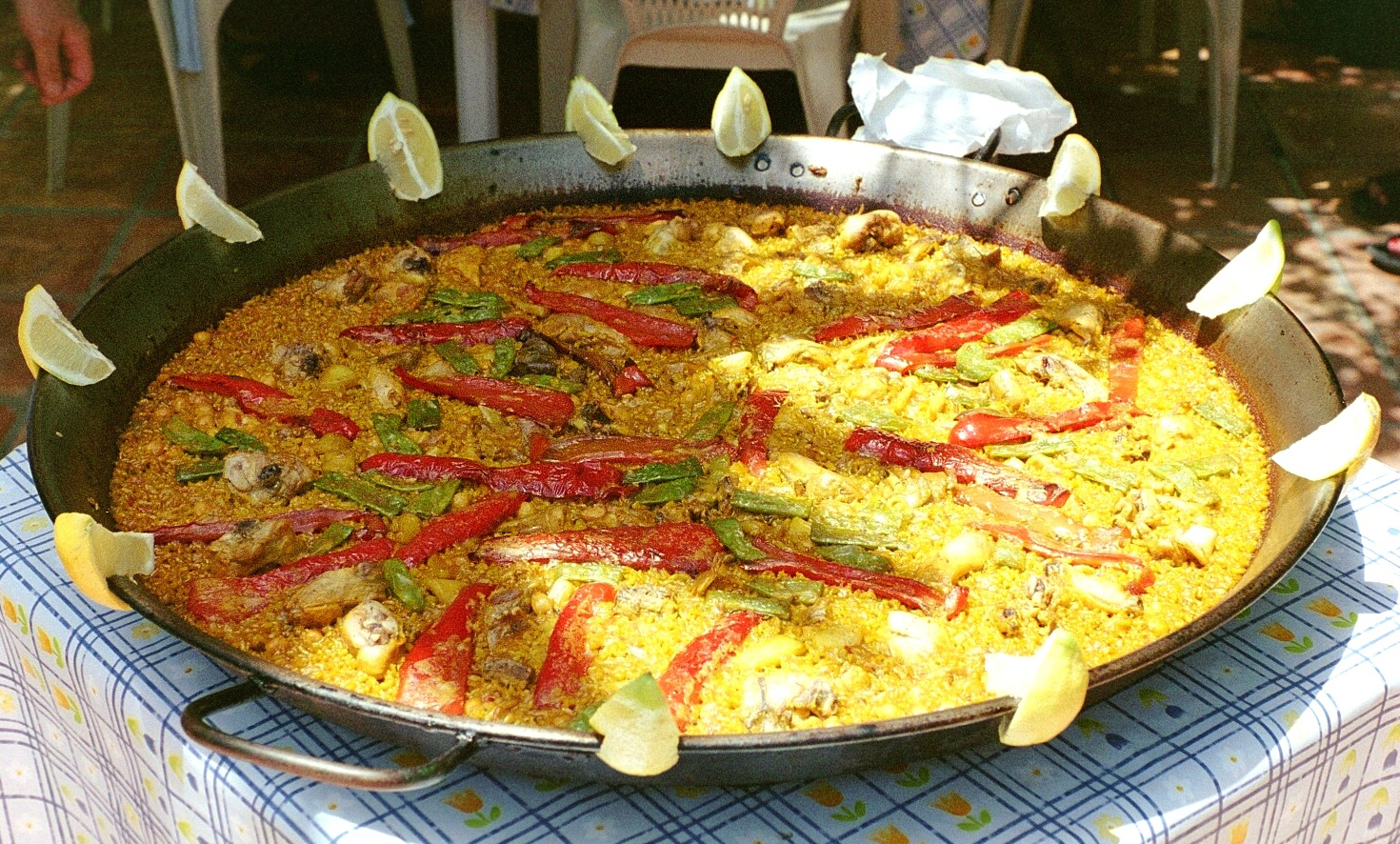
Paella i Spanien

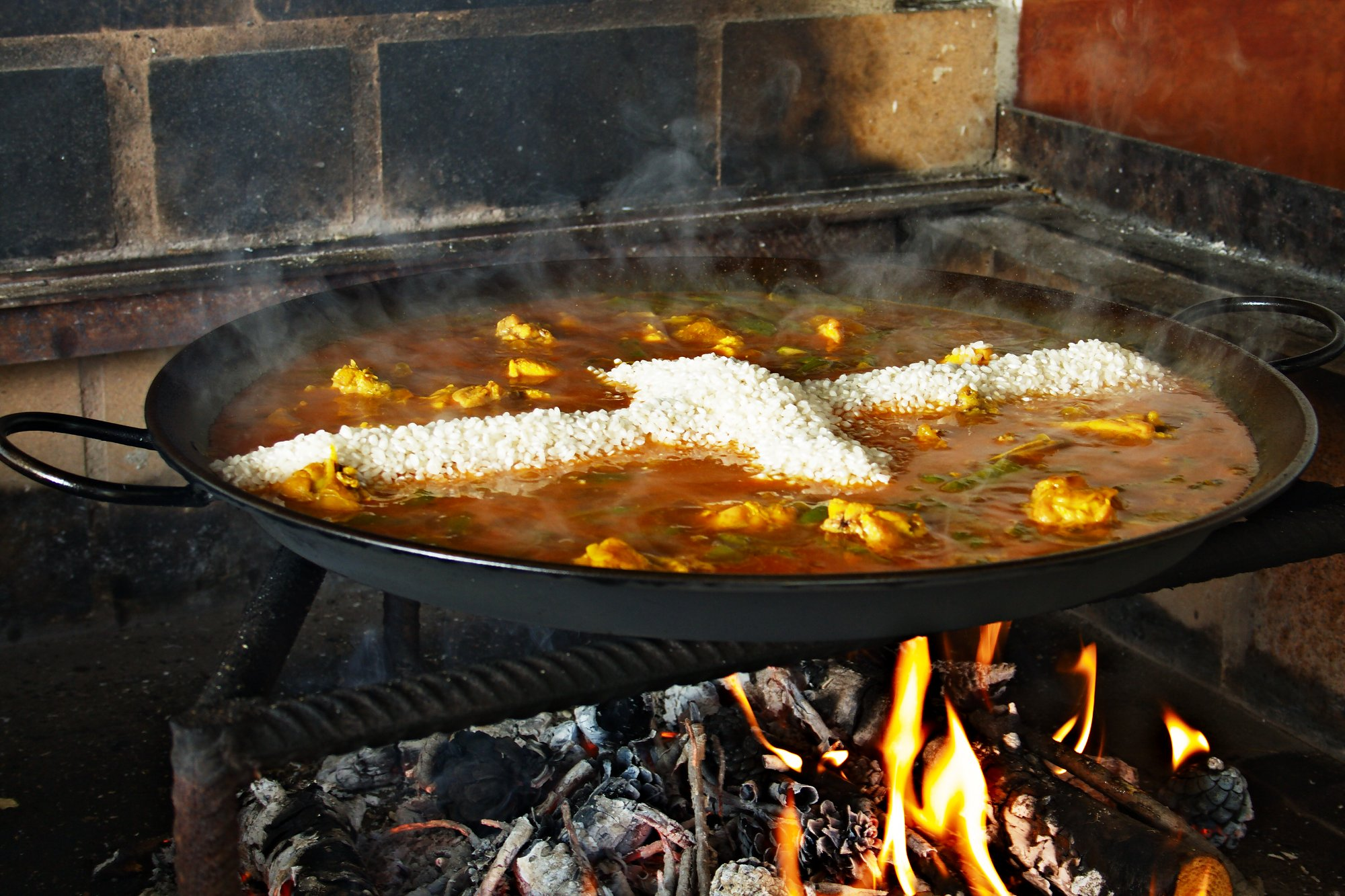
Tillsättning av ris vid tillagningen

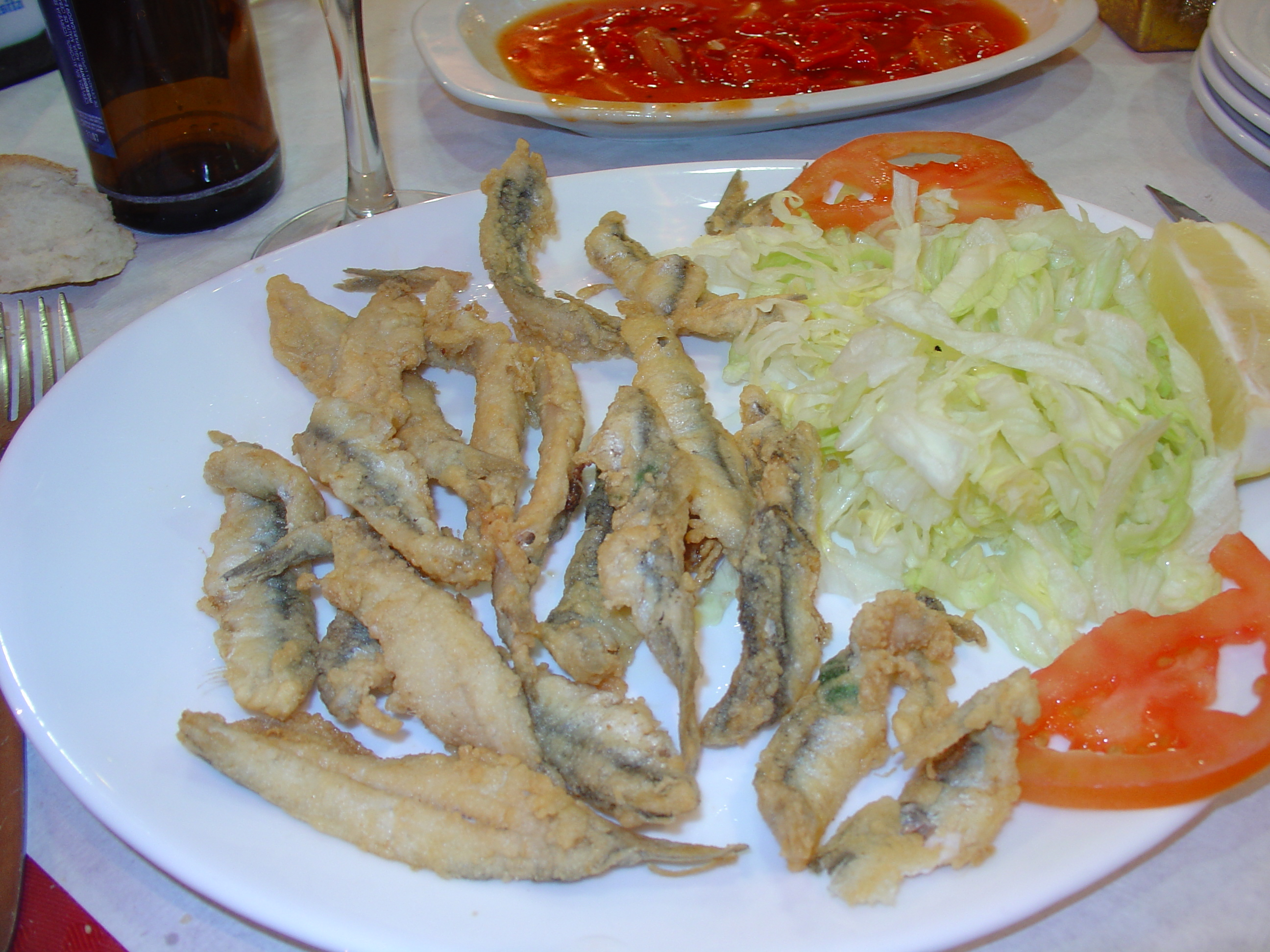
Andalusisiska köket, Andalusiska "Pescadito" frito

Paella är en maträtt som är spridd till många länder. Rätten har fått sitt namn av kärlet den tillagas i, från valencianska ordet för stekkärl. Kärlet brukar vara 7 till 12 cm djupt och runt med en diameter på minst 30 cm. De allra största kan ha en diameter på flera meter, men för normalt familjebruk är de cirka 50–60 cm. Paella tillreds traditionellt över öppen eld, men idag används ofta gas som värmekälla. 
Paella är likställt med söndagsmiddag för många familjer i Valencia. Man gör även stora paellas vid festligheter och bjudningar och då kommer de allra största paellakärlen till bruk. Rätten är praktisk då det går att göra i stora, välsmakande satser, variera smak och råvaror samt frysa in och äta vid senare tillfälle.
Paella saknar egentligen ett riktigt recept. Alla har sina egna åsikter om hur paellan ska se ut och smaka. Gemensamt är dock pannan den lagas i samt att ris, saffran, kyckling, skaldjur, ärtor och tomat är vanliga inslag. Det finns varianter med allt från vilt till hummer. Skaldjuren brukar läggas i med skal på, vilket har sin förklaring i att skaldjuren ska bli varma men inte sega och oskalade skaldjur behåller spänsten längre.

### Tapas
Tapas är ett samlingsnamn för smårätter som kommer från Spanien, men som även har influenser från hela Medelhavet. Namnet kommer från verbet tapar, som kan översättas med "att täcka", som i att lägga på ett lock. Det sägs att man förr i världen hade problem med flugor och insekter i barerna och helt enkelt täckte över ett stop med vin med ett litet fat som man la lite skinka och andra smårätter på. Andra säger att det var ett sätt att minska supandet, genom att kroggäster såväl som hovfolk vid stora bjudningar på palatsen fick i sig några tuggor mat mellan glasen. Oavsett vilken sägen som stämmer har tapas slagit igenom som begrepp i hela världen. Tapas är små bitar av kött, fisk, skaldjur, grönsaker eller bakverk. Egentligen allt som man kan äta med händerna.

### Andra typiska rätter
- Arroz a la Cubana
- Arroz Con Leche
- Calamares (friterad bläckfisk)
- Cocido
- Chorizo (kryddig korv)
- Chuletillas (grillade filéer av mjölkuppfödda lamm) Chuletillas

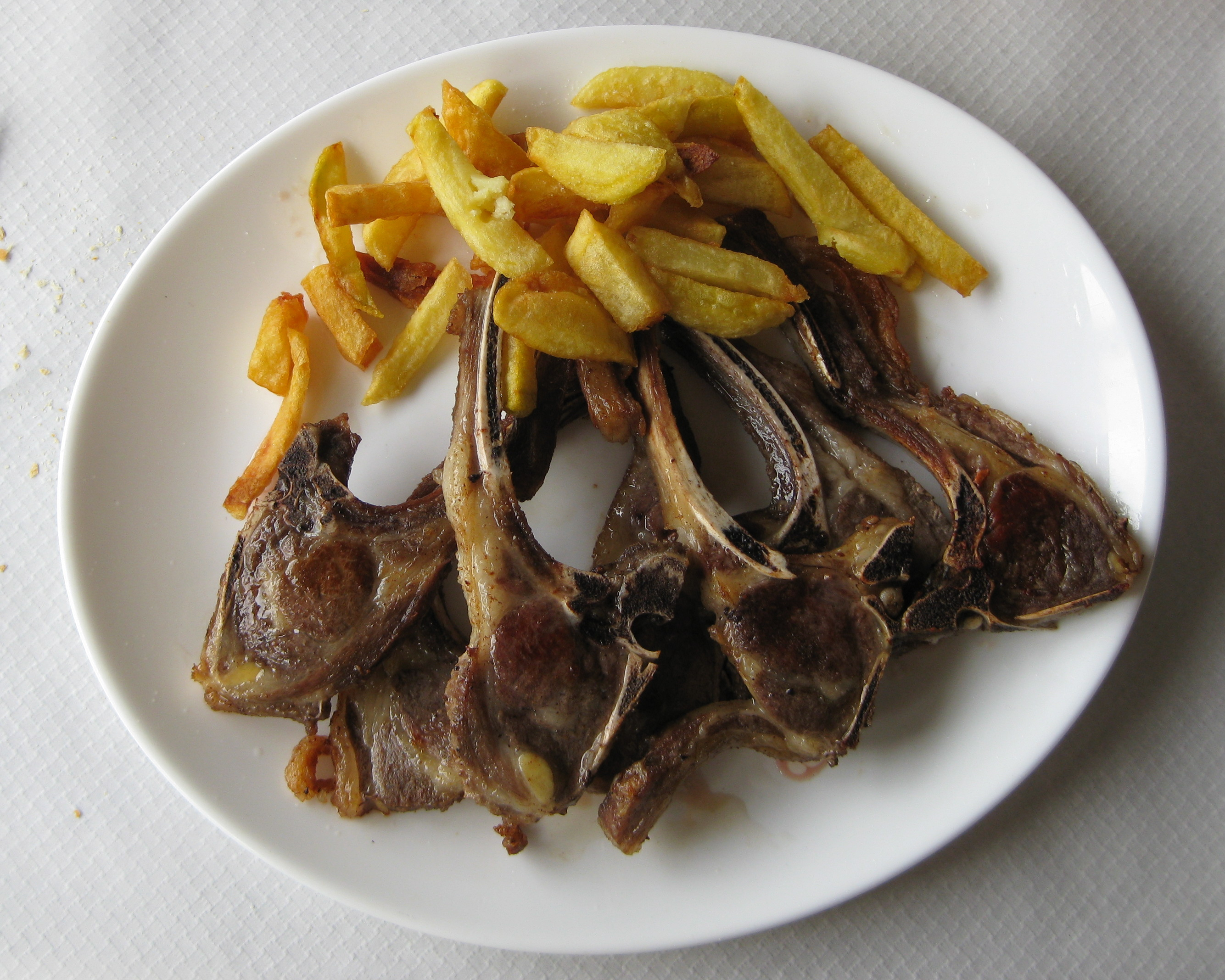
Chuletillas

- Gazpacho (kall tomatsoppa med bröd)
- Merluza (Kummel) (fisk)
- Fabada Asturiana (bönstuvning)
- Serranoskinka
- Lechazo asado (stekt mjölkuppfött lamm)
- Skaldjur
- Paella (saffransris)
- Tortilla
- Turrón (en typ av nougat med mandel och honung, typisk vid jul)

### Matlagning i varje region
- Rioja: är självklart mest känt internationellt för sina fina viner, men även för grönsakssoppa samt peppar- och potatisrätter.
- Madrid: "Cocido Madrileño" (Madrids kikärtsstuvning) och "Callos a la Madrileña" (magsäck från ko), jordgubbar från Aranjuez och meloner från Cillaconejos, viner från Navalcarnero och Anis del Toro i Chinchón.
- Extremadura: "Olla porida" (en stuvning med bacon, kyckling, skinka, kötter och grönsaker), "Embutidos" av iberisk gris, ostar ("Torta del Casar", nära besläktad med portugisiska "Queijo da Serra"), pitarravin.
- Andalusien: stekt fisk, "salmorejo" och gazpacho. Skaldjur, speciellt räkor, bläckfisk, makrill och flundra. Jabugoskinka och sherryvin.
- Aragón: Somontano, Borja och andra viner. Serranoskinka (rökt) i Teruel. "Migas", rätt gjord på överblivet bröd, vanlig vid frukost och väldigt typiskt i småbyar. "Nuestra Señora del Pilar", godis i Zaragoza. "Ternasco con patatas a lo pobre", en av de mest populära rätterna i Aragón. "Borrajas", grönsak vanlig i området.
- Murcia: "Zarangollo", grönsaksomelett. Fisk- och lammstuvningar samt viner från Jumilla.
- Valencia: Specialiserar sig bland annat på Paella då det är rättens födelseplats. Rätten är väldigt populär och det är vanligt att man lagar det till familjelunch varje söndag. Under "Falles" (en fest för Josef från Nasaret) är det vanligt att hitta stora paellor som lagas på gatan. Den typiska Valenciska paellan innehåller kött och grönsaker, men många andra varianter av den risbaserade rätten kan hittas, med skaldjur, köttbullar eller täckt i ägg ("Arròs amb crosta").
- Katalonien: Tillsammans med Valencia har Katalonien en lång tradition av risrätter och skaldjur. Rökta och kokta korvar från Vic är kända, men den kanske mest kände rätten är Crema catalana, liknande crème brûlée.
- Balearerna: En typisk ö-baserad diet av skaldjur och enkla grönsaksbaserade rätter som "Sobrasada". Samfaina (Ratatouille). Mallorcas största export är en efterrätt kallad "Ensaimada".
- Baskien: "Txangurro relleno" (japansk spindelkrabba), "Marmitako" (fiskstuvning) samt kummel och musslor. Ost från Idiazabal och ett speciellt vitt vin kallat txakoli. Piquillopaprika fyllda med torsk eller tonfisk.
- Navarra: grönsaksstuvningar, Tudelas salladshjärtan med ansjovis, lax eller en enkel vinaigrette (olja, salt och vinäger). Piquillopaprika som ofta fylls med kök; forell a la Navarra (kokat med bacon och ost), ost från Roncal och Idiazabal, Claretvin och patxaranlikör.
- Galicien: bläckfisk, torsk, "Tarta de Santiago", en paj med mandel och citron, "Empanadas" och Albariñovin från Rías Baixas.

## Drycker

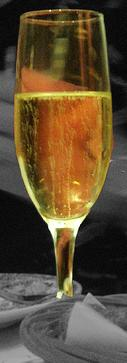
Ett glas cava.

### Vin
Spanjorerna räknas som världens tredje största vinproducenter, och tar gärna ett glas till maten. Vid familjetraditioner och högtidligheter som födelsedagar och invigningar dricks ofta Cava, som är ett vitt mousserande vin med ursprung i Spanien.

### Kaffe
Kaffe är en mycket populär dryck i Spanien, och det dricks starkt. Till frukost dricks ofta "café con leche", som är en stor kopp med lika stora delar starkt kaffe och varm mjölk.
En typisk spansk kaffedryck är Carajillo, som är en blandning av vanligt kaffe och brandy eller rom.

## Måltider
Måltiderna i Spanien är mycket viktiga och alla familjer äter vid ungefär samma tidpunkt. Det är viktigt att alltid hålla tiden för varje måltid. Spanjorerna tar vara på varje måltid och ser det som en chans att koppla av och ha trevligt.

### Frukost
Frukost (El desayuno). Frukosten i Spanien är väldigt lätt och består ofta bara av en kopp kaffe eller dylikt och ett par kex eller en skiva rostat bröd. 

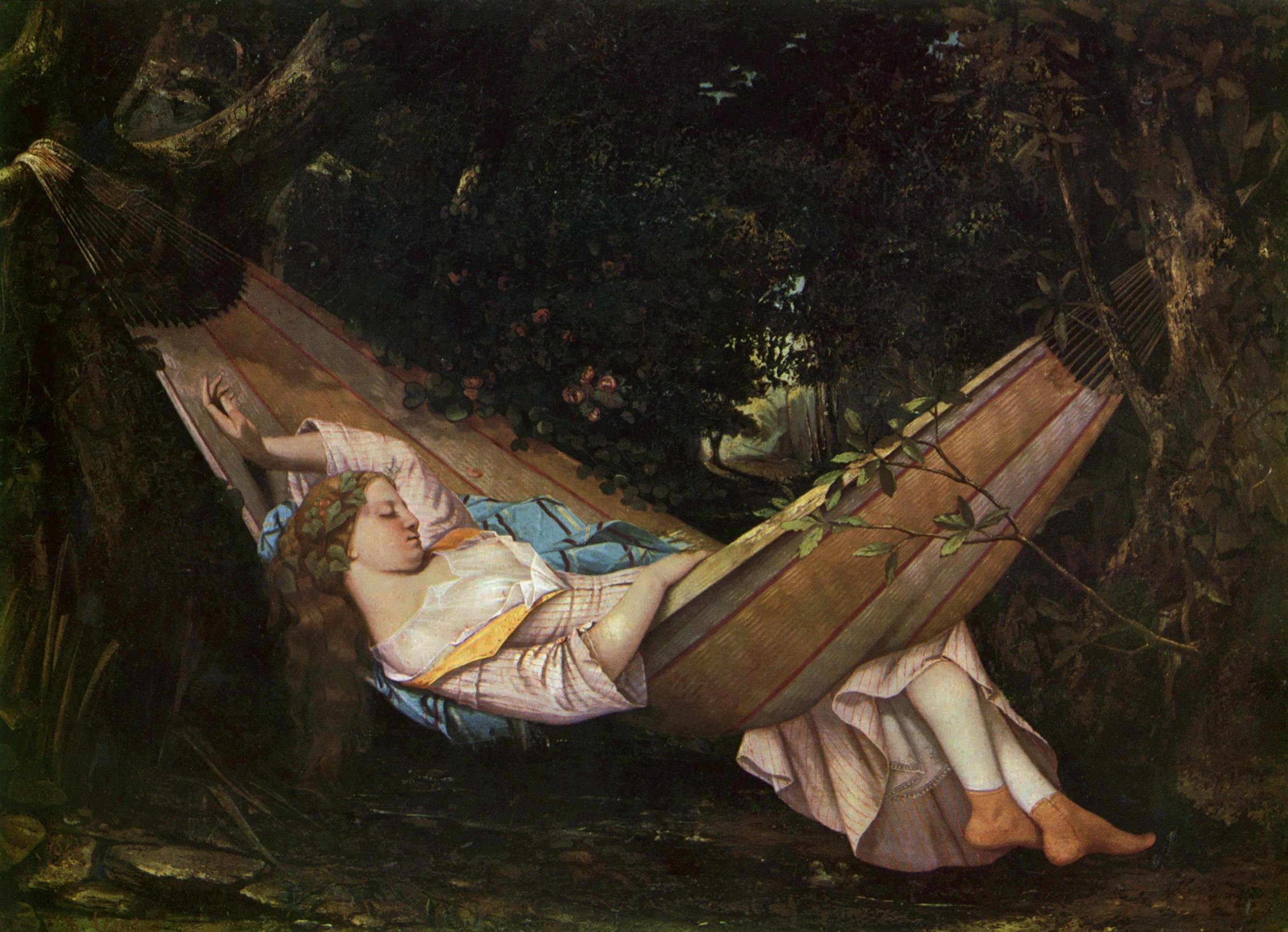
En målning på en ung kvinna som tar en siesta i skuggan.

### Förmiddags-mellanmål.
Spanskan har olika namn på mellanmål beroende på om den intages på förmiddagen eller eftermiddagen. På förmiddagen kallas den Almuerzo och äts ofta på någon bar mellan klockan 9.00 och 11.00. Till morgon-mellanmålet dricks ofta en kopp kaffe eller juice Skolorna har frukostrast runt 10.30. Då kan eleverna äta frukost som de själva har tagit med dig, ofta en smörgås eller dylikt.

### Lunch
Lunch (La comida) är huvudmålet i Spanien och äts ganska sent, jämfört med en svensk lunch. Den serveras oftast någon gång mellan 13.00 och 15.00 och varar i runt två timmar. Efter lunchen är det så kallad siesta (middagsvila), då håller sig de flesta spanjorer inne för att komma bort från jobb och solen, som runt den tiden är som varmast. Under siestan är det vanligt att sova middag. Många butiker och affärer är stängda under siestan.

### Eftermiddags-mellanmål
Mellanmål (La merienda) serveras mellan 17.00 och 19.00. Till mellanmål äts ofta en smörgås eller en bit bröd och korv, småkakor eller något bakverk. Till detta förtärs någon dryck, varm som kall. Så som kaffe, milkshake, juice, mjölk eller varm choklad.

### Middag
Middagen (La cena) är det sista målet på dygnet och äts i Spanien relativt sent på kvällen, mellan 21.00 och 23.00. Ofta är middagen väldigt lätt, kanske bara en liten sallad, eller lite ost och annat pålägg.

## Kockar

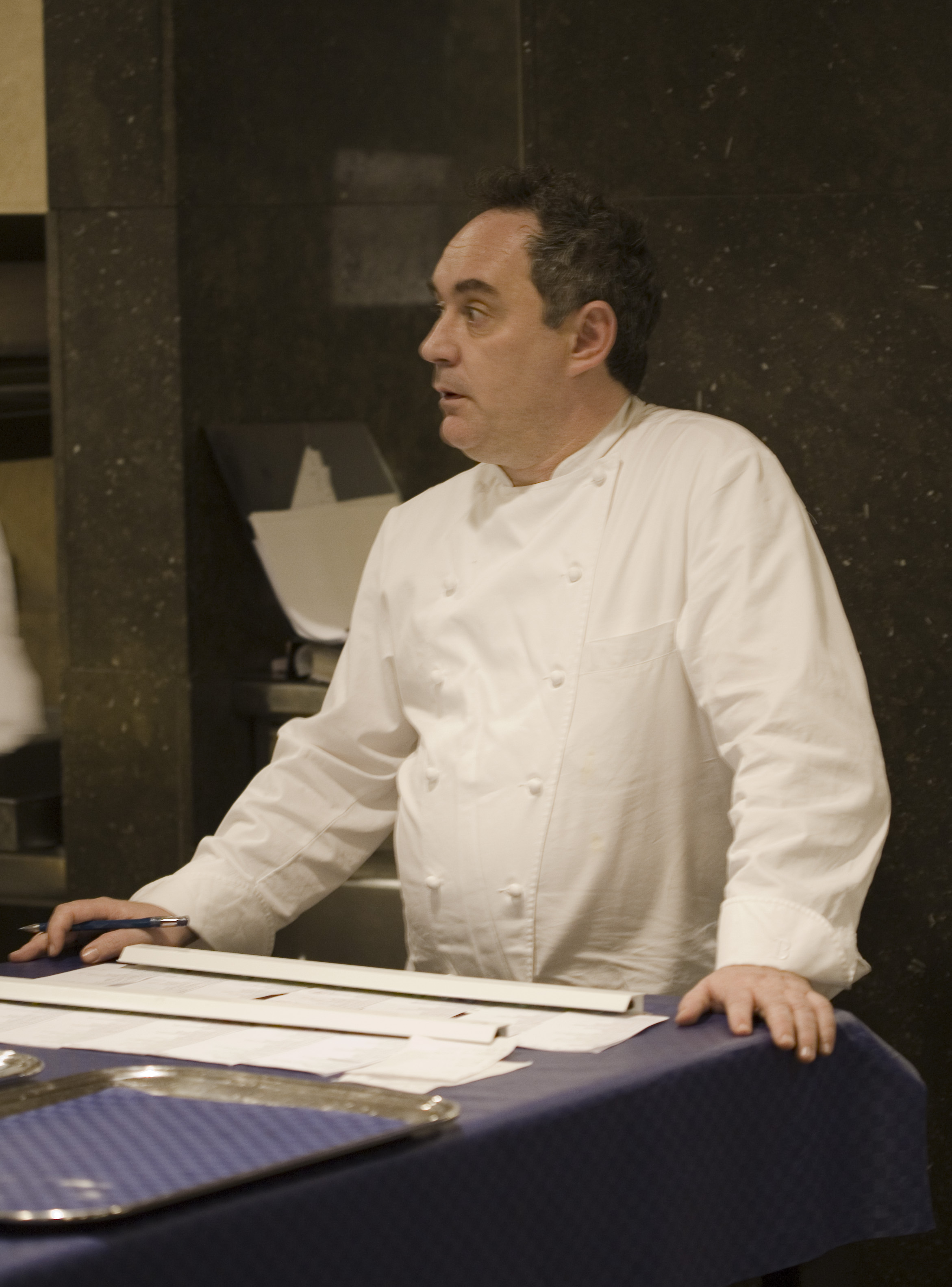
Ferran Adrià

Spansk matlagning är idag väldigt "inne", mycket tack vare Ferran Adrià som sommaren 2003 blev världskänd efter beröm i söndagsutgåvan av The New York Times. I den långa artikeln gav The New York Times honom titeln "Världens Bästa Kock", och utnämnde även det spanska köket som överlägset det franska köket.
David Muñoz (också känd som Dabiz Muñoz) utsågs den 20 november 2023 till världens bäste kock för tredje året i följd. Ceremonin ”The Best Chef Award 2023” ägde rum i Mérida i Mexiko. Muñoz driver den trestjärniga restaurangen Diverxo.
Fyra andra spanska kockar har tre stjärnor i Michelinguiden:
- Ferran Adrià
- Juan Mari Arzak ("Arzak" i San Sebastián, Gipuzcoa, sen 1989)
- Santi Santamaría ("El Raco" i Can Fabes, Barcelona, sen 1994)
- Martín Berasategui ("Berasategui" i Lasarte, Guipúzcoa sen 2001)
- Carme Ruscalleda ("Sant Pau" i Sant Pol de Mar, Barcelona sen 2006)

Andra kända spanska kockar:
- Karlos Arguiñano, har haft flera olika matlagningsprogram på olika spanska TV-kanaler.
- Simone Ortega, författare till storsäljande kokboken "1080 Recetas" i Spanien.
- Sergi Arola, kock på restaurang "La Broché", lärling till Adrià.
- Ángel Muro, expert på 1800-talets matlagning och författare av boken "Practicón".
- Ilan Hall, vinnare av TV-serien Top Chef säsong 2, var känd för sina spansk-inspirerade rätter. Har jobbat på erkända "Casa Mono", spansk restaurang på Manhattan.[6]